# Биков Микола Володимирович
Микола Володимирович Би́ков (нар. 31 грудня 1909, Луганськ — пом. 18 квітня 1945, Бреслау) — український радянський кінооператор. Батько конструктора Ернеста Бикова.

## Біографія
Народився 18 [31] грудня 1909 року в місті Луганську (нині Україна). Упродовж 1924—1927 років працював електротехніком, проявником на Ялтинській кінофабриці Всеукраїнського фотокіноуправління. З 1928 року — помічник оператора Київської кінофабрики Всеукраїнського фотокіноуправління. 1929 року розпочав роботу в кіно як кінокореспондент, потім працював оператором у відділі техфільму Київської кінофабрики. 1932 року закінчив робітфак при Київському інституті кінематографії. З 1941 року працював на кіностудії «Київнаукфільм».
У Червоній армії з червня 1941 року. Брав участь у німецько-радянській війні: з серпня 1942 року — оператор кіногрупи Західного фронту; з лютого по сепень 1943 року — у партизанських бригадах Калінінської області; з липня 1943 року — оператор кіногрупи Калінінського фронту; з липня 1944 року — у кіногрупі 1-го Українського фронту; з січня 1945 року — у кіногрупі Військово-повітряних сил. Член ВКП(б) з 1943 року. Мав військове звання капітана. Нагороджений медаллю «Партизанові Вітчизняної війни» (1943), орденом Червоної Зірки (4 грудня 1944).
Загинув 18 квітня 1945 року при взятті Бреслау (нині Вроцлав). Був похований в Бреслау на цвинтарі Кшиках (ділянка № 1, могила № 16). Перепохований на вроцлавському Цвинтарі радянських офіцерів.

## Творчість
На Київській кіностудії зняв кінокартини
- «Паразитологія» (1931);
- «Боротьба з аварійністю в ВПС» (1932—1937, цикл);
- «Теорія польоту» (1939).

Матеріали, зняті під час німецько-радянської війни увійшли до фільмів
- «Битва за нашу Радянську Україну»;
- «Крила народу»;
- «Кінолітопис Великої Вітчизняної війни»;
- «Народні месники» (1943; Сталінська премія, 1946, посмертна);
- «Олександр Покришкін» (1945);
- «Берлін» (1945);
- «Освенцім» (1945).

У 1941—1942 роках зняв навчальні військові фільми
- «Десантування повітряних військ»;
- «Парашут»;
- «Таранний удар».

Брав участь у зйомках фільму «Визволення» (1939, режисери Олександр Довженко та Юлія Солнцева).

## Вшанування
- 1989 році про нього знято документальний фільм «Микола Биков — фронтовий кінооператор» (режисер Олесандр Коваль).